# Ahool
En Ahool er en kæmpe flagermuseligende kryptid, hvis hoved ligner en abes, der siges at være set i Indonesien. Første gang man hørte om dette væsen var i 1925. Der findes ingen beviser for at dette væsen eksisterer i virkeligheden.
| Dyr | Spire Denne artikel om dyr er en spire som bør udbygges. Du er velkommen til at hjælpe Wikipedia ved at udvide den. |